# Арсиноя II
Вижте пояснителната страница за други личности с името Арсиноя.
Арсиноя II Филаделф  (Arsinoë II. Philadelphos, на старогръцки: Ἀρσινόη B' ἡ Φιλάδελφος; * 316 пр.н.е.; † 270 пр.н.е.) e дъщеря на диадох Птолемей I и втората му съпруга Береника I. Баща ѝ е основател на династията на Птолемеите.
Арсиноя II e известна преди всичко с нейния трети брак с брат ѝ Птолемей II († 264 пр.н.е.). Преди това тя е била омъжена за нейния полубрат Птолемей Керавън († 279 пр.н.е.) и с диадох Лизимах († 281 пр.н.е.).
През 300/299 пр.н.е. по политически причини баща ѝ я омъжва за царя на Тракия Лизимах, с когото има три сина: Птолемей Епигон († ок. 259 пр.н.е.; вероятно сърегент на Птолемей II), Лизимах († 281 пр.н.е. убит) и Филип († 281 пр.н.е. убит). През 287 пр.н.е. Лизимах става цар и на Македония, 284 пр.н.е. и на Западна Мала Азия. Тя му влияе доминиращо.
В Самотраки тя подарява между 287 и 281 пр.н.е. храм, наречен на нея Arsinoeion, който е кръгъл и има диаметър 17 м.
Когато Лизимах е убит в битката при Корупедия до Сарди през 281 пр.н.е. Арсиноя се намира в Ефес, който е пеименуван в нейна чест на „Arsinoeia“. Тя успява да избяга преоблечена като обикновена жена от настъпващата селевкидска войска в Касандрия.
В Касандрия сключва брачен договор с полубрат си Птолемей Керавън, който обаче убива след това нейните два по-малки сина, най-големият успява да се спаси. Нея изгонва от града и тя отива с двама слуги в Самотраки.
След смъртта на Керавън през 279 пр.н.е. в боевете срещу келтите Арсиноя е поканена да се върне след почти двадесет години в Египет от истинския ѝ брат, цар Птолемей II. През 278 пр.н.е. тя допринася за изгонването на Арсиноя I, първата съпруга на брат ѝ и се омъжва за него. Двамата си дават титлата Philadelphoi (Φιλαδέλφοι – „братски обичащите“). Арсиноя II получава титлите на брат си и има голямо влияние над него. Той я възхвалява като богинята Изида. Двамата се наричат брат и сестра богове (Θεοὶ Ἀδελφοί – Theoi Adelphoi) и секат монети с техния портрет.
Нейният брат-съпруг ѝ подарява храм (Арсиноейон) с нейна статуя до пристанището на Александрия.